# Neta (Surkhet)
Neta – gaun wikas samiti w zachodniej części Nepalu w strefie Bheri w dystrykcie Surkhet. Według nepalskiego spisu powszechnego z 2001 roku liczył on 583 gospodarstw domowych i 3632 mieszkańców (1814 kobiet i 1818 mężczyzn).